# Hancock (Maryland)
Hancock es un pueblo ubicado en el condado de Washington en el estado estadounidense de Maryland. En el Censo de 2010 tenía una población de 1.545 habitantes y una densidad poblacional de 217 personas por km².

## Geografía
Hancock se encuentra ubicado en las coordenadas 39°42′17″N 78°9′47″O / 39.70472, -78.16306. Según la Oficina del Censo de los Estados Unidos, Hancock tiene una superficie total de 7.12 km², de la cual 7.07 km² corresponden a tierra firme y (0.73%) 0.05 km² es agua.
La localidad se ubica justo entre Pensilvania, al sur de la Línea Mason-Dixon y Virginia Occidental en una estrecha franja de solo 2,2 millas, en el punto más estrecho del estado.

## Demografía
Según el censo de 2010, había 1.545 personas residiendo en Hancock. La densidad de población era de 217 hab./km². De los 1.545 habitantes, Hancock estaba compuesto por el 97.73% blancos, el 0.39% eran afroamericanos, el 0.52% eran amerindios, el 0.39% eran asiáticos, el 0% eran isleños del Pacífico, el 0% eran de otras razas y el 0.97% pertenecían a dos o más razas. Del total de la población el 0.45% eran hispanos o latinos de cualquier raza.